# Rebellion Developments
Rebellion Developments är en brittisk datorspelsutvecklare som grundades av bröderna Jason och Chris Kingsley i Oxford år 1992. 1994 släppte företaget sin första speltitel, Alien vs. Predator för Atari Jaguar, och har sedan dess släppt en stor mängd spel till PC, konsol och mobiltelefon.

## Ludografi
- Eye of the Storm (1993, Amiga, PC-DOS)
- Checkered Flag (1994, Jaguar)
- Alien vs Predator (1994, Atari Jaguar)
- Legions of the Undead (1995, Jaguar) (ej utgivet)
- Klustar (1998, Game Boy)
- Aliens versus Predator (1999, PC)
- Mission Impossible (1999, Game Boy Color)
- The Mummy (1999/2000, PC, Playstation)
- Tom Clancy's Rainbow Six (1999, Playstation-version)
- Aliens versus Predator Gold (2000, PC)
- Asterix: Search for Dogmatix (2000, Game Boy Color)
- Gunlok (2000, PC)
- Tom Clancy's Rainbow Six: Lone Wolf (2002, Playstation-version)
- Largo Winch (2000, Playstation)
- Skyhammer (2000, Jaguar)
- Snood (2001, GBA)
- Klustar (2001, GBA)
- Midnight Club: Street Racing (2001, Game Boy Advance-version)
- Gunfighter: The Legend of Jesse James (2001, Playstation)
- Delta Force: Urban Warfare (2002, Playstation)
- Medal of Honor: Underground (2002, Game Boy Advance)
- Tiger Woods PGA Tour Golf (2002, Game Boy Advance)
- Judge Dredd: Dredd Vs. Death (2003, PC, GameCube, Playstation 2, Xbox)
- Gunfighter II: Revenge of Jesse James (2003, Playstation 2)
- Iron Storm (2004, PS2, PC)
- Sniper Elite (2005, PC, Playstation 2, Xbox)
- Delta Force: Black Hawk Down (2005, Playstation 2)
- James Bond: From Russia with Love (2006, PSP)
- Dead to Rights: Reckoning (2006, PSP)
- GUN Showdown (2006, PSP)
- Rogue Trooper (2006, PC, Xbox, PS2, 2009, Wii)
- Miami Vice (2006, PSP)
- Delta Force: Black Hawk Down: Team Sabre (2006, Playstation 2)
- Star Wars Battlefront: Renegade Squadron (2007, PSP)
- Free Running (2007, Playstation 2, PSP, PC, Wii, DS)
- Harry Potter och Fenixorden (2007, PSP)
- The Simpsons Game (2007, Playstation 2, PSP, Wii)
- Aliens vs. Predator: Requiem (2007, PSP)
- Call of Duty: World at War: Final Fronts (2008, PS2)
- Shellshock 2: Blood Trails (2009, Playstation 3, Xbox 360, PC)
- PDC World Championship Darts 2009 (2009, Wii)
- Rogue Warrior (2009, Playstation 3, Xbox 360, PC)
- Star Wars Battlefront: Elite Squadron (2009, PSP)
- Aliens versus Predator Classic 2000 (2010, PC)
- Aliens vs Predator (2010, PC, Playstation 3, Xbox 360)
- NeverDead (2012, Playstation 3, Xbox 360)
- Sniper Elite V2 (2012, Playstation 3, Xbox 360)